# Many (Louisiana)
Many è un comune degli Stati Uniti d'America, situato nello Stato della Louisiana, in particolare nella parrocchia di Sabine, della quale è il capoluogo.